# Пестово (Лесной район)
Пестово (карел. Pestova) — деревня в Лесном муниципальном округе Тверской области. 

## География
Деревня расположена на берегу реки Молога в 23 км на северо-восток от центра муниципального округа села Лесное. 

## История
В 1605 году в селе Пестово была построена холодная деревянная Никольская церковь, в 1881 году построена деревянная церковь Сергия Радонежского с 2 престолами. 
В конце XIX — начале XX века село входило в состав Никольской волости Весьегонского уезда Тверской губернии. 
С 1929 года деревня Пестово являлось центром Пестовского сельсовета Лесного района Бежецкого округа Московской области, с 1935 года — в составе Калининской области, с 1954 года — в составе Никольского сельсовета, с 2005 года — в составе Бохтовского сельского поселения, с 2019 года — в составе Лесного муниципального округа. 

## Население
| 1859 | 1889 | 2008 | 2010 |
| ---- | ---- | ---- | ---- |
| 69   | ↗99  | ↘49  | ↘26  |

## Достопримечательности
В деревне расположена недействующая деревянная Церковь Сергия Радонежского 1881 года постройки.